# Diphyus bipunctatus
Diphyus bipunctatus är en stekelart som först beskrevs av Tohru Uchida 1926.  Diphyus bipunctatus ingår i släktet Diphyus och familjen brokparasitsteklar. Inga underarter finns listade i Catalogue of Life.